# هربرت هنري بال
هربرت هنري بال هو كاتب وسياسي كندي، ولد في 9 سبتمبر 1863 في المملكة المتحدة، وتوفي في 26 فبراير 1943 في كندا. حزبياً، نشط في حزب أونتاريو المحافظ التقدمي. وقد انتخب عضو برلمان مقاطعة أونتاريو.